# Тарасов, Валерий Николаевич
Вале́рий Никола́евич Тара́сов (25 февраля 1937 — 23 марта 2010, Новосибирск) — советский российский журналист, литератор, исследователь-архивист и путешественник. Проживал и работал в Новосибирске.
Член Союза журналистов (1960),
Союза писателей России (2009).

## Биография
Отец — десантник, полковник Николай Ефимович Тарасов, в 1942 г. взятый в плен и служивший в РОА под именем «Соболев». Сын не знал о его судьбе.
В 1955 году вышла первая авторская публикация в газете «Молодость Сибири».
В 1957 году становится литературным сотрудником газеты «Путь к коммунизму» Михайловского района Новосибирской области.
С 1959 года трудится ответственным секретарем газеты «Кадры – стройкам» Новосибирского инженерно-строительного института.
В 1963 году занимает должность заведующего отделом сельской молодежи газеты «Молодость Сибири».
Неоднократно бывал в долгих и дальних командировках, результатом которых стала серия очерков о строительстве железной дороги «Абакан-Тайшет», о Ленских приисках, озере Байкал.
Поработав техником-магнитологом в арктической экспедиции, исследовавшей природу полярных сияний и земного магнетизма, написал книгу «Свидание с Арктикой» (издательство «Наука»).
С 1967 по 1971 год работал в газете «За науку в Сибири»; в начале 1970-х возглавил экспедицию по поиску Обь-Енисейского канала; об этом были публикации в журнале «Сибирские огни», о ней написана книга «Хождение за девять рек».
В 1972 году выпустил книгу «Земля тревог», посвященную жизни речников, нефтяников, геологов и оленеводов.
В последние годы своей жизни вместе с новосибирским краеведом Вадимом Петровичем Капустиным он работал с материалами, связанными с историей создания и становления органов ВЧК в Новосибирске.
Похоронен на Заельцовском кладбище Новосибирска (квартал 55н)

## Память
28 июня 2022 года на фасаде здания Новосибирской областной научной библиотеки (ул. Советская, 6) торжественно открыта мемориальная доска в память о Валерии Николаевиче Тарасове, выполненная новосибирским скульптором Олегом Песоцким.

## Произведения
- «Свидание с Арктикой» (книга об арктической экспедиции);
- «Хождение за девять рек» (книга по материалам экспедиции по поиску Обь-Енисейского канала);
- «Земля тревог» (книга, посвященная жизни речников, нефтяников, геологов и оленеводов);
- «Мы — мастера» (книга о Новосибирском инструментальном заводе, 1984);
- «По Сибирскому тракту — к электронной почте»;
- «Творцы стальных магистралей» (книга очерков и рассказов о строителях и изыскателях);
- «Земля Чановская»;
- «Посиди на камне у дороги» (роман об эмигрантах, 1983);
- «Под небом войны».